# دار بودربالة
دار بودربالة هي قصر يقع في مدينة تونس العتيقة، تحديدا في 11 نهج دار الجلد.

## التاريخ
تم تشييد المبنى في نهاية القرن التاسع عشر. تحول سنة 1984 إلى رواف فنون أو معرض تحت اسم رواق المدينة (Galerie Médina)، وتنشطه إحدى سليلات عائلة بودربالة.

## مقالات ذات صلة
- قصور مدينة تونس